# Graham McTavish
Graham McTavish, född 4 januari 1961 i Glasgow, är en brittisk (skotsk) skådespelare och författare. Han är troligen främst känd för rollen som Dvalin i Hobbit-filmserien (2011–2014) och rollen som Dougal MacKenzie i tvserien Outlander samt rollen som William Buccleigh MacKenzie i säsong 5 avsnitt 7.  (2014-).
McTavish spelade rollen som fängelsevakten Ackerman i Red Dwarf i dess åttonde säsong 1999, Mercenary Commander Lewis i Rambo, Desmonds drill sergeant i den fjärde säsongen av Lost, medverkade som tulltjänsteman i Ali G Indahouse  och spelade en rysk pirat i NCIS. Han har också haft flera biroller i brittiska dramer och filmer som Casualty, Jekyll, The Bill, Taggart och Sisterhood. McTavish spelade huvudrollen i filmen Green Street Hooligans 2 2009. Han spelade även Ferguson i fyra avsnitt av säsong fyra av Prison Break. 
Graham McTavish spelade som röst och motion capture för krigsförbrytaren Zoran Lazarevic i TV-spelet Uncharted 2: Among Thieves. 
McTavish gjorde rollen som Saint of Killers i tv-serien Preacher, av bland annat Seth Rogen. Säsong 4 hade premiär i augusti 2019.

## Filmografi

### Filmer
| År   | Titel                             | Roll                 |
| ---- | --------------------------------- | -------------------- |
| 1988 | For Queen & Country               | Lieutenant           |
| 1989 | Erik Viking                       | Thangbrand           |
| 1996 | Det susar i säven                 | Drunken Weasel       |
| 1999 | Macbeth                           | Banquo               |
| 1998 | Merlin                            | Rengal               |
| 1999 | King Lear                         | Hertig av Albany     |
| 2003 | Ali G Indahouse                   | Polis                |
| 2003 | dot the i                         | Detective            |
| 2008 | King Arthur                       | Roman Officer        |
| 2008 | Rambo                             | Lewis                |
| 2008 | Sisterhood                        | Martin               |
| 2009 | Hulk Vs.                          | Loki                 |
| 2009 | Green Street 2: Stand Your Ground | Big Marc Turner      |
| 2009 | Middle Men                        | Ivan Sokoloff        |
| 2009 | Penance                           | Greeves              |
| 2009 | Pandemic                          | Captain Riley        |
| 2010 | Dante's Inferno: An Animated Epic | Dante                |
| 2010 | Secretariat                       | Earl Jansen          |
| 2011 | Dead Space: Aftermath             | Captain Campbell     |
| 2011 | Colombiana                        | Head Marshall Warren |
| 2011 | The Wicker Tree                   | Sir Lachlan Morrison |
| 2012 | Hobbit: En oväntad resa           | Dvalin               |
| 2013 | Hobbit: Smaugs ödemark            | Dvalin               |
| 2014 | Miljonsvindeln                    | Steve Dawson         |
| 2014 | Hobbit: Femhäraslaget             | Dvalin               |
| 2015 | The Finest Hours                  |                      |
| 2015 | Creed                             | Tommy Holiday        |

### TV-serier
| År        | Program                                | Roll                                         |
| --------- | -------------------------------------- | -------------------------------------------- |
| 1986      | Return to Treasure Island              | Ned                                          |
| 1996      | Highlander: The Series                 | Charlie                                      |
| 1998-2005 | Taggart                                | Col. Ian Sinclair, Robin Caldwell            |
| 1998-2005 | Casualty                               | Gerry Talbot, George Naseby                  |
| 1999      | Red Dwarf                              | Warden Ackerman                              |
| 1999      | Tillbaka till Aidensfield              | Derek Flowers                                |
| 2001      | Doctors                                | Paul Brookes                                 |
| 2002      | Celeb                                  | Steve                                        |
| 2002      | Rose and Maloney                       | Jackson                                      |
| 2002      | Dinotopia                              | Ajax                                         |
| 2003      | Rosemary & Thyme                       | D.I. Taylor                                  |
| 2003      | The Last King                          | Captain                                      |
| 2004      | Murder City                            |                                              |
| 2004      | Murphy's Law                           | Al Leyton                                    |
| 2005      | What's New, Scooby Doo?                |                                              |
| 2005      | Empire                                 | General Rapax                                |
| 2005      | Rome                                   | Urbo                                         |
| 2005      | The Bill                               | Peter Larson                                 |
| 2007      | Gamla snutar, nya spår                 | Jason Ferris                                 |
| 2007      | Jekyll                                 | Gavin Hardcastle                             |
| 2007      | Numb3rs                                | John Corcoran                                |
| 2007      | NCIS                                   | Aleksei                                      |
| 2007      | The Royal                              | Anthony Poole                                |
| 2007      | Cane                                   | Neville                                      |
| 2008      | Lost                                   | Sergeant                                     |
| 2008      | CSI: Miami                             | Mitch Davis                                  |
| 2008      | Pushing Daisies                        | Hansel Von Getz                              |
| 2008      | Prison Break                           | Ferguson                                     |
| 2009      | Wolverine and the X-Men                | Sebastian Shaw                               |
| 2009      | Ghost Whisperer                        | Gordon Bradley                               |
| 2010      | 24                                     | Mikhail Novakovich                           |
| 2010      | The Good Guys                          | Dolph                                        |
| 2010-2011 | The Avengers: Earth's Mightiest Heroes | Loki                                         |
| 2015      | Outlander                              | Dougal MacKenzie/William Buccleigh MacKenzie |
| 2017-2021 | Castlevania                            | Vlad Dracula Țepeș                           |

### Roll inom datorspel
|      | Speltitel                               | Roll                             |
| ---- | --------------------------------------- | -------------------------------- |
| 2006 | Killzone: Liberation                    | HGH Soldater                     |
| 2006 | Medieval II: Total War                  |                                  |
| 2006 | Lost Planet: Extreme Condition          | NEVEC Orbital Elevator Operator  |
| 2007 | Heavenly Sword                          |                                  |
| 2008 | Lost Planet: Colonies                   | NEVEC Orbital Elevator Operator  |
| 2008 | Quantum of Solace                       |                                  |
| 2009 | Shadow Complex                          | Commander Lucius                 |
| 2009 | Ninja Gaiden Sigma 2                    | Crimson                          |
| 2009 | Uncharted 2: Among Thieves              | Zoran Lazarevic                  |
| 2009 | Dragon Age: Origins                     | Arl Eamon Guerrin, Vartag Gavorn |
| 2009 | Call of Duty: Modern Warfare 2          | Archer                           |
| 2009 | Call of Duty: Modern Warfare: Mobilized |                                  |
| 2009 | The Saboteur                            | Wilcox                           |
| 2010 | Dante's Inferno                         | Dante                            |
| 2010 | Metro 2033                              |                                  |
| 2010 | Transformers: War for Cybertron         | Thundercracker                   |
| 2010 | Singularity                             | Viktor Barisov                   |
| 2010 | Call of Duty: Black Ops                 |                                  |
| 2011 | Hunted: The Demon's Forge               | Caddoc                           |
| 2011 | Infamous 2                              | Joseph Bertrand III              |
| 2011 | Uncharted 3: Drake's Deception          | Charlie Cutter                   |
| 2011 | Call of Duty: Modern Warfare 3          | MI6 Officer                      |
| 2011 | Star Wars: The Old Republic             | Diverse röster                   |
| 2015 | The Order: 1886                         | Sebastian Mallory / Sir Percival |